# São Gabriel
São Gabriel là một đô thị thuộc bang Bahia, Brasil. Đô thị này có diện tích 1115,798 km², dân số năm 2007 là 18797 người, mật độ 16,2 người/km².